# Habitatge al carrer Principal, 22 (Calafell)
L'habitatge al carrer Principal, 22 és una casa al nucli de Calafell (Baix Penedès) protegida com a bé cultural d'interès local. Es tracta d'un edifici trapeziforme amb un pati a la part posterior, amb una planta baixa i dos pisos. La façana és ubicada al costat nord-est i, a la planta baixa hi ha tres obertures. Al primer pis només hi ha una finestra i al segon n'hi ha dues i un balcó. Les finestres tenen clavellinera de pedra tallada amb motius ornamentals de forma geomètrica. El balcó té una llosana de pedra motllurada. Els brancals i les llindes de les obertures de la segona planta són de pedra tallada. A la part superior de la façana hi ha una cornisa. La planta baixa de la façana ha estat molt modificada, presenta una marquesina i revestiment de rajoles, fruit d'una reforma i canvi d'ús en establiment comercial, hi ha una marquesina i revestiment de rajoles. El sistema constructiu és de tipus tradicional amb murs de càrrega i sostres unidireccionals de bigues de fusta. La coberta és de bigues de fusta i teula àrab. Els murs són de maçoneria i morter de calç. Les obertures són de pedra artificial i estuc.